# Kontinentální Čína

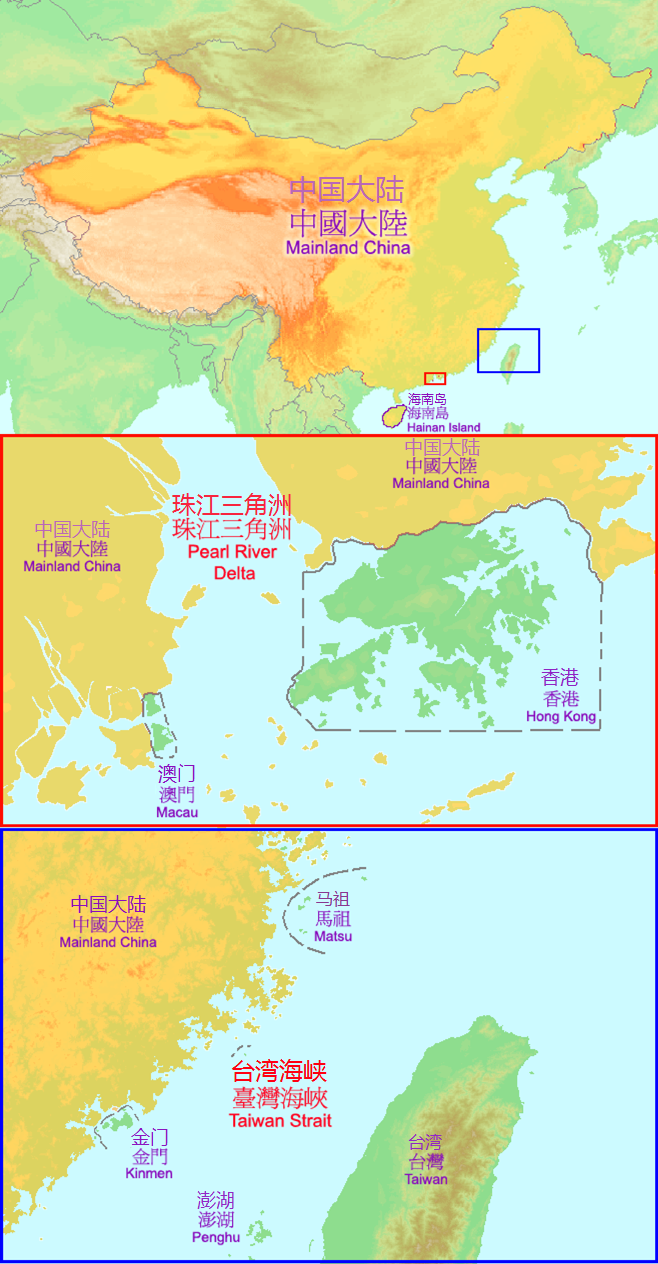
Kontinentální Čína

Kontinentální Čína neboli pevninská Čína je geopolitické území pod jurisdikcí Číny nezahrnující Zvláštní správní oblasti Hongkong a Macao, jež byly do konce 20. století koloniemi evropských zemí. Do kontinentální Číny se také nepočítá ostrov Tchaj-wan a další menší ostrovy ovládané Čínskou republikou, i když je skrze OSN Tchaj-wan mezinárodně uznán jako součást Číny.
Existují dva pojmy v čínštině označující toto území (anglicky mainland):
- čínsky pchin-jinem Dàlù, znaky zjednodušené 大陆, tradiční 大陸, což znamená „kontinent“
- čínsky pchin-jinem Nèidì, znaky zjednodušené 內地, tradiční 内地, což znamená „vnitrozemí“

Používání neutrálního označení „kontinent“/„vnitrozemí“ je jedním z důsledků politiky jediné Číny, kdy jak Čínská republika, tak Čínská lidová republika, odmítají uznat faktický stav existence dvou Čín a nárokují si i území druhého státu i samotné označení Čína, kterým rozumí na úrovni vlády vždy samy sebe a na úrovni území celé území obou států.